# 米蒂齐 (怀俄明州)
米蒂齐（英語：Meeteetse）是美国怀俄明州帕克县下属的一座城鎮。该鎮的人口在2000年为351人，2010年有327，2011年则估计有332人。